# Transports en Nouvelle-Zélande

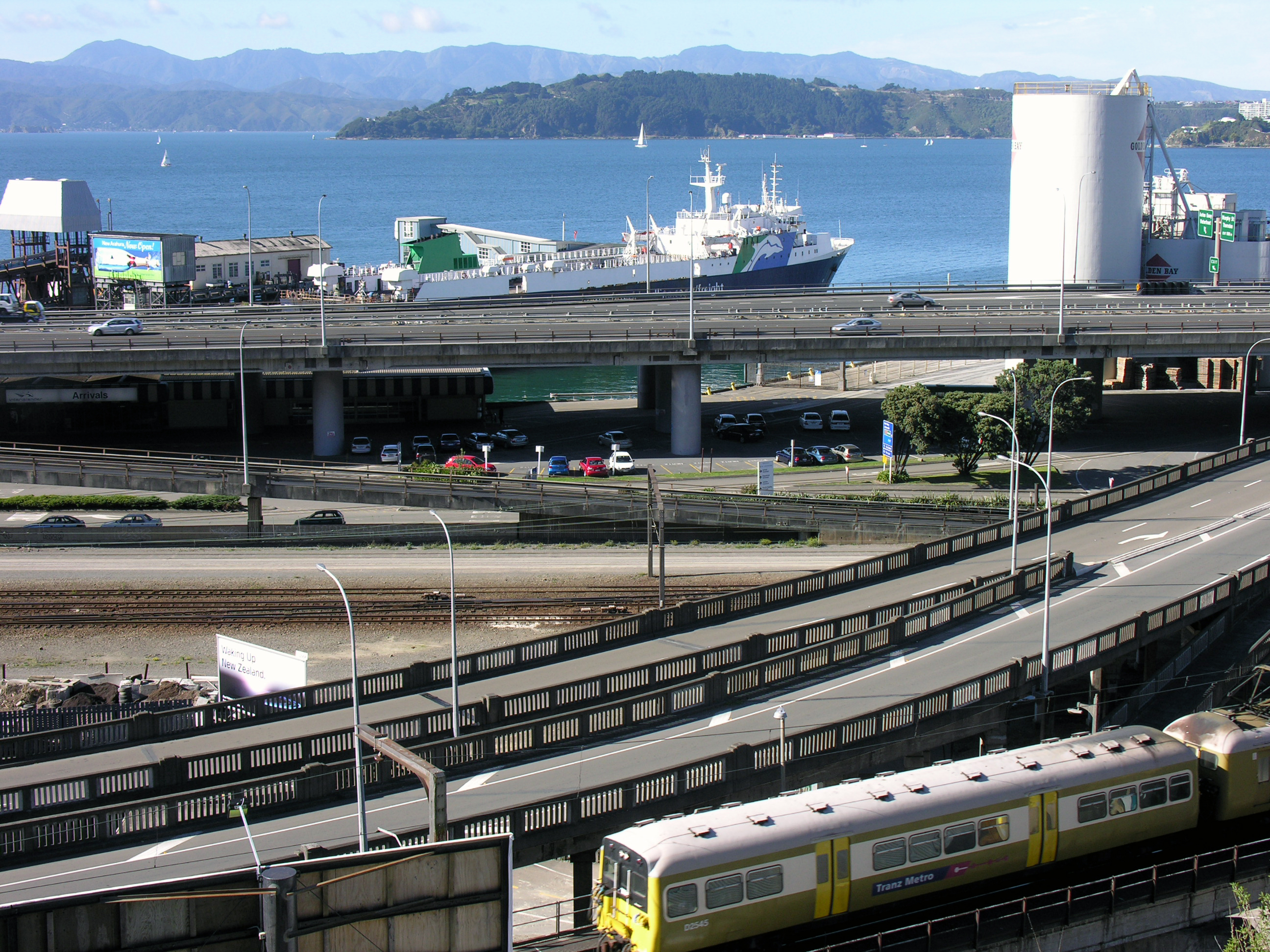
Train, autoroute et ferry à Wellington.

Le transport en Nouvelle-Zélande prend place dans un espace insulaire montagneux faiblement peuplé, ce qui ne l'empêche de bénéficier d'une offre modale complète. Le territoire néo-zélandais est desservi par un réseau routier côtier appuyé par quelques lignes de chemin de fer. Il existe plusieurs aéroports permettant des vols internationaux et une desserte intérieure.

## Transport routier

### Historique

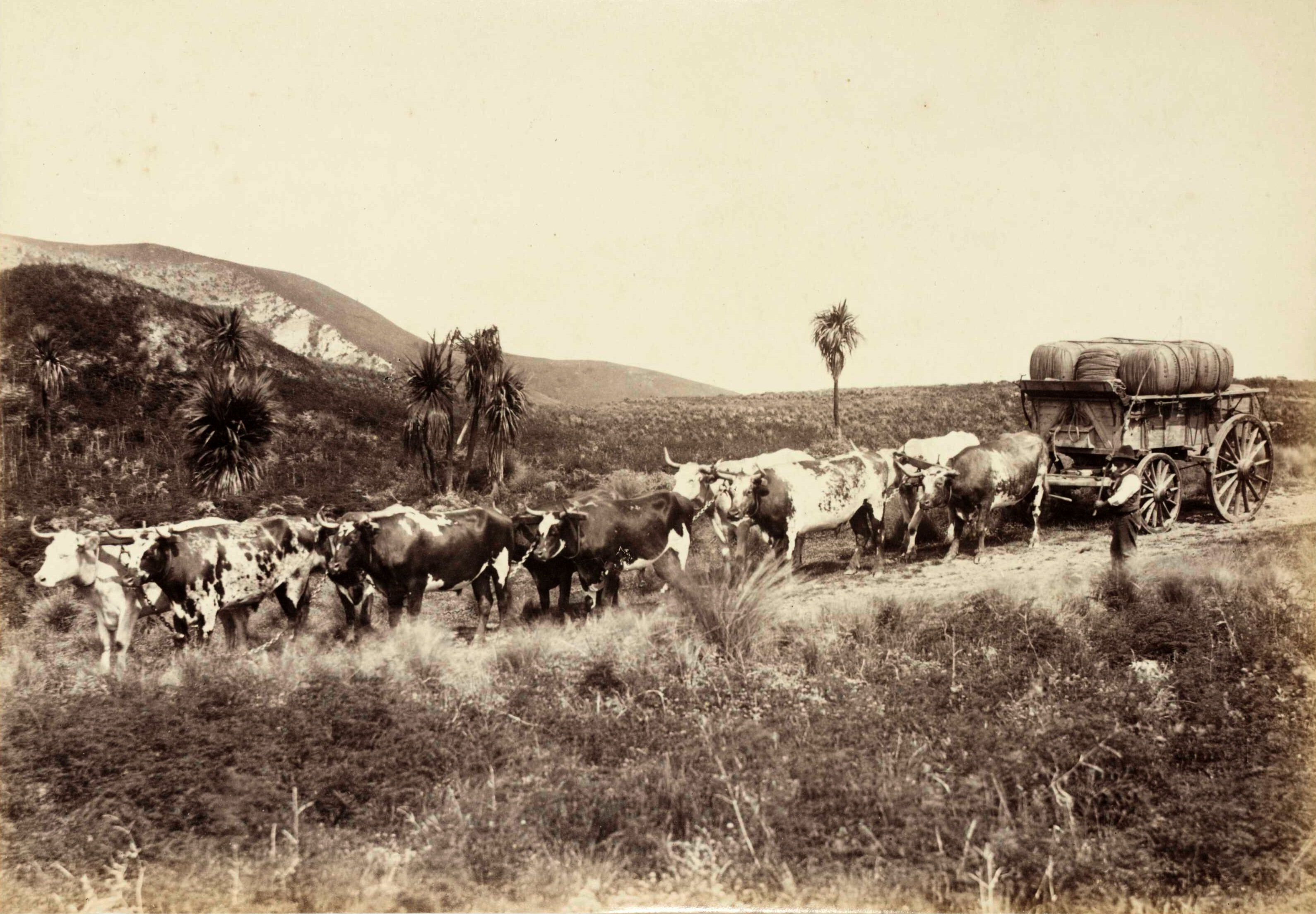
Une charrette dans la région de Canterbury dans les années 1880. Les traces de leurs trajets ont formé les premières routes.

Avant l'arrivée des Européens, les Maoris se déplaçaient à pied ou au moyen de petites embarcations en bois le long des côtes. Les pistes utilisées par les Maoris préfigurent les premières routes du réseau néo-zélandais. Plusieurs axes maoris majeurs étaient connus, comme celui de la côte occidentale desservant l’ensemble de l'île du Nord ou celui de la côte est, quittant le littoral près de Castlepoint pour rallier Napier. Dans l'île du Sud, un autre sentier majeur descendait la côte est Les premières grandes routes comme la Grande route du Sud (en) ont été construites par l'Armée Britannique pour faciliter le déplacement de ses troupes.
Très tôt, l'élevage de mouton a requis l'usage de routes efficaces. Le développement de la production laitière et de ses dérivés à la fin du XIXe siècle a contribué à appuyer cette demande de réseau routier efficace. En effet, le transport de marchandises périssables entre les lieux de production et ceux de consommation ne pouvaient se satisfaire de longues durées d'acheminement. Dans de nombreux cas, les chemins parcourus à pied et en charrette ont été à la base des premières routes modernes. Néanmoins, beaucoup de routes étaient contraintes par une topographie montagneuse, et le tracé suivant les déplacements à pied de l'époque était peu compatible avec l'usage par des véhicules motorisés : le tracé rarement rectiligne imposait une lenteur dans les déplacements, peu confortables, dans la première moitié du XXe siècle. Durant cette époque, la mise sur pied du réseau routier est à la fois aidée par l'existence du chemin de fer et concurrencée par ce mode de transport. En effet, les autorités étaient réticentes à investir des fonds importants sur des tronçons difficiles pour lesquels le rail pouvait prendre la place. Cependant, les routes ont toujours suivi plus ou moins rapidement les constructions de lignes ferroviaires.
Les autoroutes du pays ont été construites massivement après la Seconde Guerre mondiale. La première d'entre elles a été construite aux environs de Wellington, et ouverte à la circulation en 1950. Les lourds investissements nationaux pour les programmes de développement routier ont contribué à un déclin des transports en commun à travers l'ensemble du pays. Cette transition a été décrite, dans le cas d'Auckland, comme « l'un des plus spectaculaires déclins des transports publics de toutes les villes développées du monde »

### Réseau
La Nouvelle-Zélande a un réseau national de 10 895 km. L'île du Nord est desservie par 5 974 km de route, alors que l'île du Sud, pourtant plus grande, mais moins peuplée, en a 4 921 km. Ce réseau comporte environ 170 km d'autoroute. Le réseau national est secondé d'un réseau de 82 000 km géré par les autorités locales, comportant des routes revêtues ou non.
Le nombre de routes à péage a diminué entre 2007 (421) et 2011 (284).

### Code de la route
En Nouvelle-Zélande, la conduite à gauche est la règle. La limitation de vitesse est de 100 km/h hors agglomération et 50 km/h en zone urbaine. Des limites intermédiaires de 60, 70 et 80 sont parfois employées. Lors de travaux routiers, la limitation de vitesse descend souvent à 30 km/h.

### Sécurité routière
La mortalité routière en Nouvelle-Zélande entre dans les standards des pays développés. Les décès sur la route ont été chiffrés en 2010 à 375 morts. 14 031 blessés étaient à déplorer. Comme de nombreux pays occidentaux, les jeunes conducteurs représentent la tranche d'âge la plus à risque. Les principaux types d'accidents mortels sont des chocs frontaux et les pertes de contrôle du véhicule.
Statistiquement, la mortalité rapportée à la population place le district de Waitomo (12,8 morts pour 1 000 habitants) en tête du classement, devant le district de Mackenzie (11 morts pour 1 000 habitants). Globalement, les grandes villes sont moins dangereuses. La conduite sous l'emprise de l'alcool est une cause importante des accidents chez les jeunes. Et paradoxalement, la loi est assez tolérante à ce égard.
La Nouvelle-Zélande est aussi parcourue par un nombre important de conducteurs étrangers (touristes, hommes d'affaires et immigrants) louant ou achetant des vans ou des camping-cars. Les statistiques montrent que ceux-ci sont plus souvent impliqués dans des accidents.

### Parc automobile

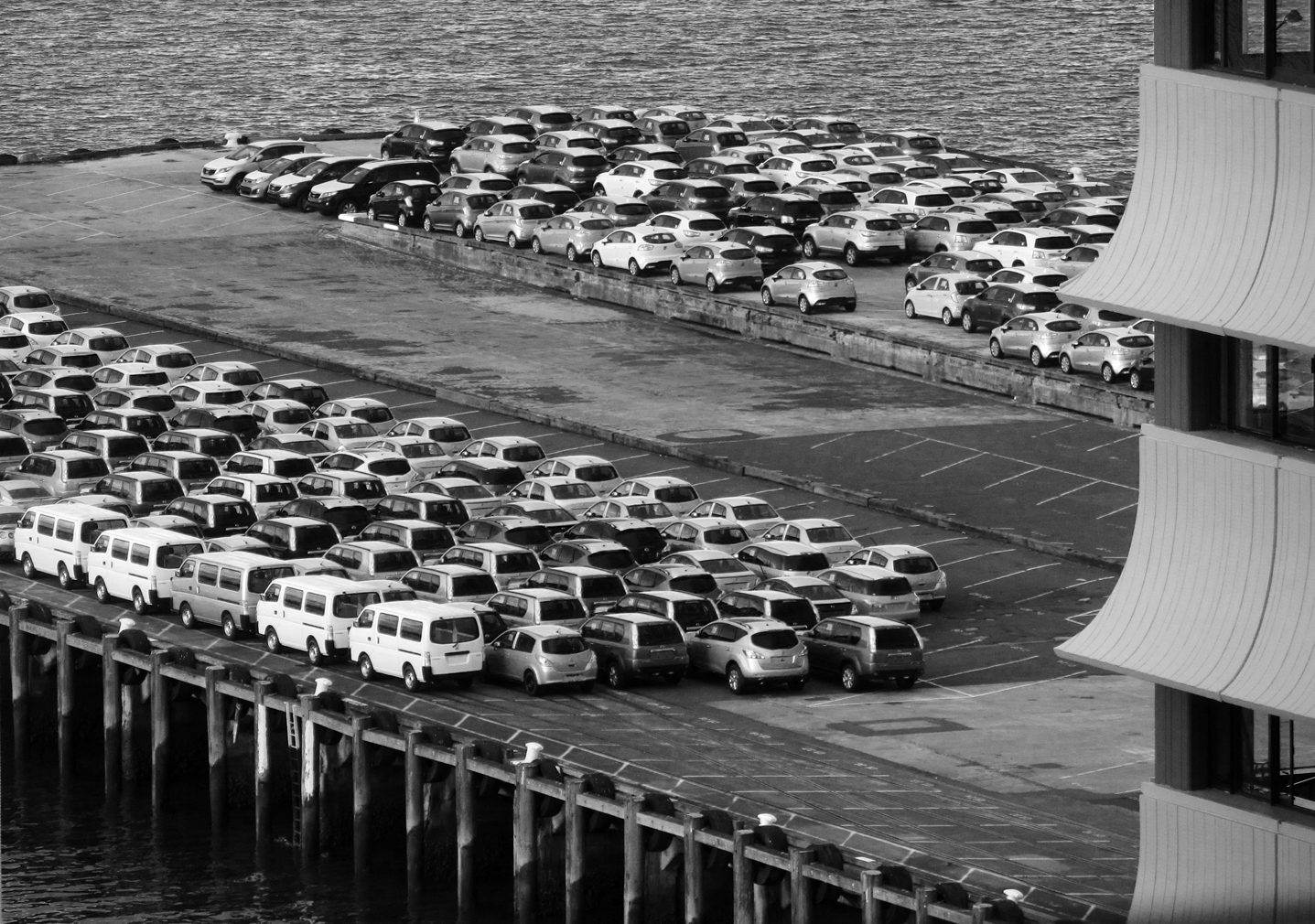
Stockage de voitures importées à Auckland

L'une des premières statistiques/estimations du nombre de véhicules motorisés remonte à 1935, où le chiffre de 82 000 était avancé. Ce chiffre passe à 170 000 au début de la Seconde Guerre mondiale, franchit la barre des 425 000 en 1953 et dépasse le million en 1971. De nos jours, le parc automobile néo-zélandais est stabilisé autour de trois millions de véhicules (3,24 en 2011). Il se décompose en 2,6 millions de voitures individuelles, 380 000 véhicules commerciaux, 110 000 camions, 80 000 bus et 110 000 deux roues. L'âge moyen des véhicules était fin 2011 de 13,2 ans.

### Transports en commun
Les déplacements en bus forment la composante principale du transport public routier. Il se décline en réseau urbain, en lignes de car de longue distance ou au moyen d'autres solutions.

### Déplacement à vélo
Alors que l'usage du vélo est très populaire dans sa dimension récréative, son usage est très marginal en tant que moyen de transport. Il semble que cet sous-utilisation repose sur un sentiment d'insécurité de la part des utilisateurs. Les autorités régionales chargées du transport à Auckland rapportent que « plus de la moitié des habitants d'Auckland se sentent occasionnellement ou en permanence en danger en roulant à vélo »
Ce risque des cyclistes repose sur plusieurs facteurs. Les automobilistes tendent à avoir une attitude peu amicale envers les deux roues. Par ailleurs, les vélos sont considérés d'un point de vue législatif comme des véhicules, et par conséquent ont l'obligation de circuler sur la route. Seuls les facteurs sont autorisés à circuler sur le trottoir. Enfin, le manque de pistes cyclables et d'infrastructures réservées aux vélos n'arrangent pas la situation, d'autant plus que les autorités ne mettent que peu de fonds à profit des utilisateurs de vélo

## Transport ferroviaire

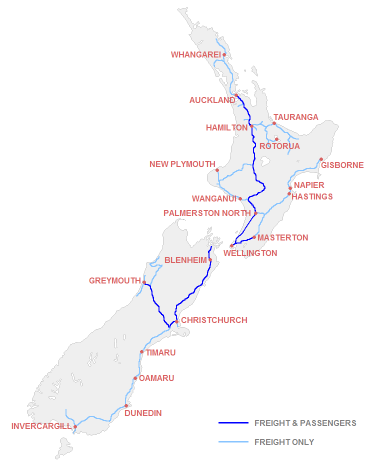
Carte du réseau ferré en 2005.

### Réseau
Le réseau ferroviaire irrigue la Nouvelle-Zélande de 3 898 km de voies ferrées à écartement étroit (1 067 mm). 506 km de ce réseau sont électrifiés. Ces infrastructures sont la propriété de KiwiRail, une division de la New Zealand Railways Corporation (en), une entreprise publique. Le réseau néo-zélandais repose sur trois tronçons principaux, sept lignes secondaires, et à son apogée dans les années 1950, près de 19 lignes auxiliaires. Nombre d'entre elles ont fermé au fil des restructurations face au système « tout-auto ».
Le Transport Licensing Act (en) de 1931, bloquant le marché à un monopole d'État pour une durée de 50 ans ayant pris fin, le secteur a été déréglementé en 1983. Au cours de cette décennie, le secteur ferroviaire a subi une privatisation progressive, qui au nom de la rentabilité n'a conservé que les lignes les plus lucratives.
Jusqu'en 2003, le réseau national était détenu par Tranz Rail (en), auparavant New Zealand Rail Limited. Le gouvernement a repris le contrôle du réseau national lors du rachat de Tranz Rail par l'australien Toll Group. En mai 2008, le gouvernement reprenait les activités rail et ferry de Toll pour 665 millions de dollars. La compagnie a été rebaptisée KiwiRail.

### Acteurs et services
Le transport de marchandise en vrac est l'activité dominante du chemin de fer en Nouvelle-Zélande. Le fret ainsi pris en charge se compose de charbon, de grumes et de bois, de lait et produits laitiers, d'engrais, de conteneurs, d'acier et de voitures.
Le transport de voyageurs sur de longues distances est restreint à trois lignes : la TranzAlpine (en), liant Christchurch à Greymouth, la Coastal Pacific (en) connectant Christchurch à Picton et la Northern Explorer (en), ralliant Wellington à Auckland. Des services voyageurs existent aussi à une échelle urbaine pour ces deux villes. Enfin, deux courtes lignes interurbaines lient la capitale. la Capital Connection (en) part de Palmerston North tandis que la Wairarapa Connection (en) connecte Masterton. Wellington bénéficie quant à elle de son propre train de banlieue.
D'autres petites lignes privées ou touristiques existent localement.

## Transports maritimes

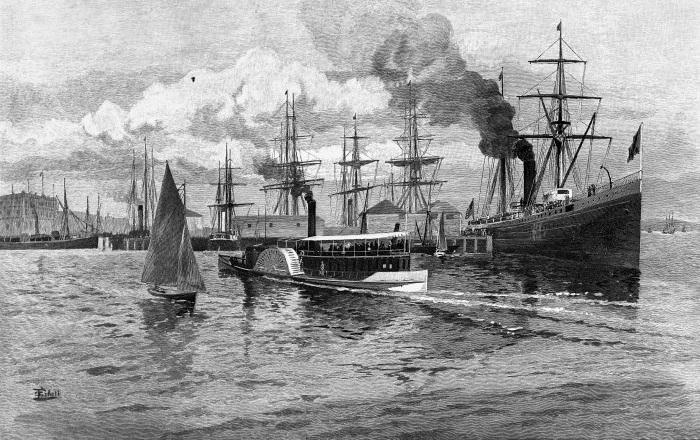
Le bateau à vapeur Mariposa quittant Auckland vers 1880.

### Contexte
La Nouvelle-Zélande a eu dès la première heure des relations maritimes internationales et côtières. Aussi bien les Maoris que les Européens sont arrivés par les mers, qui est devenue l'unique support des échanges pendant une longue époque. Comme le transport à l'intérieur des terres était chose compliquée, cela explique le centrage des échanges sur quelques points du littoral.
Autre fait majeur, la Nouvelle-Zélande est composée de deux îles principales, séparées par le détroit de Cook. Sa longueur minimale est de 24 km, mais sa traversée nécessite un trajet de 70 km en ferry. Le ferry existe également pour rejoindre deux petites îles : l'île Stewart dans l'extrême sud et l'île de la Grande Barrière, au nord de l'île du Nord.
Enfin, le territoire comporte 1 609 km de voies navigables.

### Fret international
Le commerce maritime remonte à l'arrivée des Européens qui échangeaient avec les autochtones. Par la suite, l'endroit est devenu un point de départ pour la chasse à la baleine. L'arrivée au XIXe siècle de bateaux frigorifiques a dopé le commerce intérieur et extérieur du pays, permettant entre autres l'exportation de la viande. En conséquence de cette ouverture de marché, l'industrie agroalimentaire s'est développée.
Au cours du XIXe siècle, l'augmentation de la taille et du tonnage a nécessité le dragage des ports pour accueillir des bâtiments à plus fort tirant d'eau. C'est aussi l'arrivée des remorqueurs et des grues dans les ports. Néanmoins, cela n'a que peu affecté l'emploi des dockers qui conservaient de multiples moyens de pression syndicaux efficaces.
Les années 1970 sont marquées par la diffusion de la conteneurisation dans le transport maritime. L’agrandissement de certains ports, ainsi que leur mise à niveau fut l'objet de choix politiques difficiles. Seuls quelques ports ont été choisis pour bénéficier des programmes de modernisation pour accueillir des porte-conteneurs de grande taille. Le port d'Auckland (en) est l'un des grands bénéficiaires de ces investissements. Des nouvelles grues et des cavaliers ont investi les docks, de plus puissants remorqueurs ont été mis à disposition, les chenaux d'accès ont été dragués. De nouveaux terminaux conteneurs ont été construits notamment en gagnant des terres sur la mer.
Cette expansion s'est toutefois faite à l'encontre des autres ports de taille inférieure qui en ont souffert. Les ports fluviaux n'ont quant à eux pas tenu le choc, concurrencés par le rail et dont les trains traversent le détroit par ferrys, Enfin, dans les années 1980, les dérégulations libérales ont restructuré l'organisation des ports, supprimant au passage un certain volume d'emploi.

### Ferrys

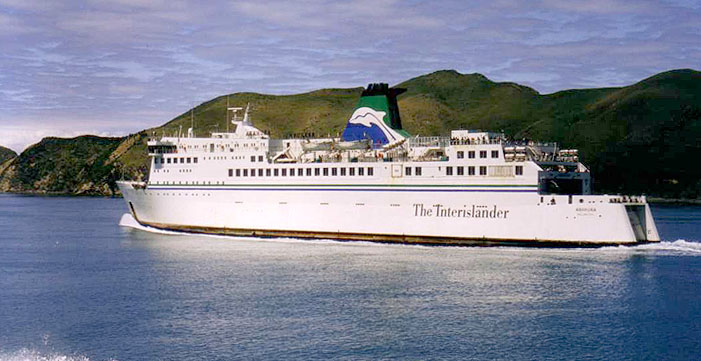
Ferry de l' dans les Marlborough Sounds après la traversée du Détroit de Cook.

Des rouliers et ferrys font le lien quotidien entre l'île du Nord et l'île du Sud à partir de Wellington et Picton, service débuté en 1962. Interisland Line (en), division de KiwiRail, détient la majorité des activités de ferry.
Deux des trois ferrys sont en effet utilisés par l'Interliner. L'Arahura et le DEV Aratere (en) sont des ferrys spécialement équipés pour transporter les trains entre les deux îles. Le MV Kaitaki (en) est le plus gros ferry en service, arrivé en septembre 2005. Un service alternatif est proposé par StraitNZ (en) employant un ancien ferry français (Santa Regina et danois MV Straitsman (en). Ce service prend le nom de Bluebridge (en).
La traversée du détroit de Cook nécessite entre 3h et 3h20. Une alternative est le ferry-catamaran rapide par Tranz Rail (en), dont les points de départs et d'arrivée sont différents. Mais ce service est suspendu depuis 2003, quand Toll Holdings a repris les activités.
De plus petits ferrys opèrent également dans la baie des Îles, à Rawene (en), Auckland, Tauranga, Wellington, Lyttelton et entre Bluff et Galfmoon Bay (en), sur l'île Stewart.

### Infrastructures
- Port à conteneur : port d'Auckland (en), Tauranga, Napier, Wellington, Lyttelton pour Christchurch, et Port Chalmers pour Dunedin.
- Port non conteneurisé : Whangarei, Devonport pour Auckland, New Plymouth, Wanganui, Nelson, Westport, Greymouth, Timaru
- Port et marina en eau douce : Rotorua sur le lac Rotorua, Taupo sur le lac Taupo, Queenstown et Kingston sur le lac Wakatipu, Te Anau sur le lac Te Anau et enfin Manapouri sur le lac du même nom

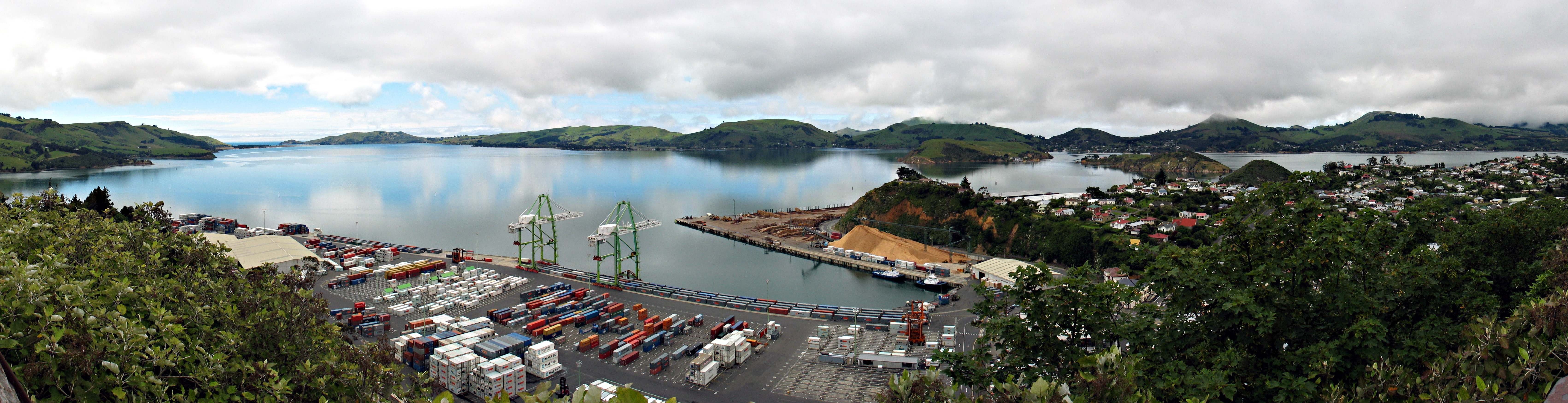
Port Chalmers, petite infrastructure portuaire dans l'île du Sud.

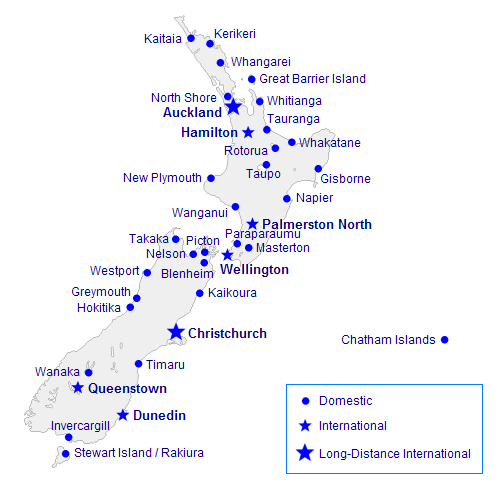
Réseau et hiérarchie des aéroports

## Transport aérien
Le territoire néo-zélandais comporte une centaine d'aéroports. Les aéroports sont le seul point d'entrée des passagers pour la Nouvelle-Zélande, l'île n'ayant pas de lignes de paquebot international. L'aéroport d'Auckland reçoit ainsi 11 millions de passagers alors que la population du pays avoisine les quatre millions d'habitants. L'aéroport international de Christchurch accueille plus de cinq millions et demi de voyageur, légèrement moins pour celui de Wellington
Ces aéroports sont desservis par Air New Zealand et de multiples autres compagnies étrangères. Certaines îles mineures éloignées des îles principales ne peuvent être atteintes que par avion.